# (73930) 1997 PV
(73930) 1997 PV – planetoida z pasa głównego asteroid okrążająca Słońce w ciągu 4,68 lat w średniej odległości 2,8 j.a. Odkryta 3 sierpnia 1997 roku.